# Ples sa zvijezdama (Nova TV, 3. sezona)
Treća sezona hrvatske plesno-natjecateljske televizijske emisije Ples sa zvijezdama prikazivala se na Novoj TV od 5. ožujka do 21. svibnja 2023. Ovo je kronološki ukupno jedanaesta sezone emisije.
Sezonu su vodili Igor Mešin i Tamara Loos, a članovi žirija bili su Marko Ciboci, Igor Barberić, Franka Batelić i Larisa Lipovac Navojec.
Pobjednici sezone su influencer Marco Cuccurin i njegova profesionalna partnerica Paula Tonković.

## Natjecatelji
| Zvijezda            | Profesionalni plesač/ica | Rezultat                       | Izv.   |
| ------------------- | ------------------------ | ------------------------------ | ------ |
| Deniss Grgić        | Jakov Bjelac             | Eliminirani prvi 12. ožujka    | [ 4 ]  |
| Alen Liverić        | Ela Romanova             | Eliminirani drugi 19. ožujka   | [ 5 ]  |
| Fran Lauš           | Rebecca Krajinović       | Eliminirani treći 26. ožujka   | [ 6 ]  |
| Emilija Kokić       | Patrik Seretin           | Eliminirani četvrti 2. travnja | [ 7 ]  |
| Petra Kurtela       | Damir Horvatinčić        | Eliminirani peti 9. travnja    | [ 8 ]  |
| Dario Zurovec       | Helena Janjušević        | Elminirani šesti 16. travnja   | [ 9 ]  |
| Ana Zaninović       | Mario Ožbolt             | Eliminirani sedmi 23. travnja  | [ 10 ] |
| Mario Mandarić      | Helena Naletilić         | Eliminirani osmi 30. travnja   | [ 11 ] |
| Tara Thaller        | Mateo Cvenić             | Eliminirani deveti 7. svibnja  | [ 12 ] |
| Maja Drobnjaković   | Marko Mrkić              | Eliminirani deseti 14. svibnja | [ 13 ] |
| Frano Ridjan        | Gabriela Pilić           | Treće mjesto 21. svibnja       | [ 3 ]  |
| Daria Lorenci Flatz | Ivan Jarnec              | Drugo mjesto 21. svibnja       | [ 3 ]  |
| Marco Cuccurin      | Paula Tonković           | Pobjednici 21. svibnja         | [ 3 ]  |

## Tijek sezone
Legenda:
     Pobjednici
     Drugo mjesto
     Treće mjesto
     Eliminirani par
     Povratnički par koji je bio među dva najslabija
     Povratnički par koji je bio među tri najslabija, ali je spašen od eliminacije od strane žirija
Crveni brojevi označavaju najnižu tjenu ocjenu
Zeleni brojevi označavaju najvišu tjednu ocjenu
| Par                  | Plasman | Tjedan | Tjedan | Tjedan | Tjedan | Tjedan | Tjedan | Tjedan  | Tjedan     | Tjedan  | Tjedan  | Tjedan   | Tjedan       | Tjedan       |
| Par                  | Plasman | 1.     | 2.     | 1.+2.  | 3.     | 4.     | 5.     | 6.      | 7.         | 8.      | 9.      | 10.      | 11.          | 12.          |
| -------------------- | ------- | ------ | ------ | ------ | ------ | ------ | ------ | ------- | ---------- | ------- | ------- | -------- | ------------ | ------------ |
| Marco i Paula        | 1.      | 28     | 31     | 59     | 32     | 28     | 31     | 32+9=41 | 35+35=70   | 37+7=44 | 35+2=37 | 38+38=76 | 39+40+38=117 | 38+40+39=117 |
| Daria i Ivan         | 2.      | 21     | 26     | 47     | 30     | 34     | 33     | 33+8=41 | 37+35=72   | 34+4=38 | 36+3=39 | 39+38=77 | 37+40+37=114 | 38+40+39=117 |
| Frano i Gabriela     | 3.      | 25     | 31     | 56     | 34     | 34     | 29     | 32+9=41 | 35+35=70   | 37+5=42 | 38+3=41 | 39+38=77 | 39+39+39=117 | 39+40+38=117 |
| Maja i Marko         | 4.      | 29     | 29     | 58     | 27     | 27     | 28     | 30+9=39 | 30+37=67   | 37+3=40 | 33+1=34 | 34+36=70 | 36+37+34=107 |              |
| Tara i Mateo         | 5.      | 28     | 30     | 58     | 28     | 31     | 31     | 32+8=40 | 36+37=73   | 37+6=43 | 33+2=35 | 37+38=75 |              |              |
| Mario M. i Helena N. | 6.      | 25     | 30     | 55     | 21     | 27     | 19     | 36+8=44 | 33+37=70   | 33+1=34 | 30+1=31 |          |              |              |
| Ana i Mario O.       | 7.      | 26     | 22     | 48     | 25     | 27     | 31     | 29+8=37 | 31+2+37=70 | 26+2=28 |         |          |              |              |
| Dario i Helena J.    | 8.      | 18     | 25     | 43     | 26     | 27     | 34     | 32+9=41 | 25+35=60   |         |         |          |              |              |
| Petra i Damir        | 9.      | 28     | 24     | 52     | 28     | 25     | 32     | 30+8=38 |            |         |         |          |              |              |
| Emilija i Patrik     | 10.     | 17     | 26     | 43     | 17     | 22     | 21     |         |            |         |         |          |              |              |
| Fran i Rebecca       | 11.     | 15     | 18     | 33     | 18     | 17     |        |         |            |         |         |          |              |              |
| Alen i Ela           | 12.     | 25     | 26     | 51     | 17     |        |        |         |            |         |         |          |              |              |
| Deniss i Jakov       | 13.     | 21     | 24     | 45     |        |        |        |         |            |         |         |          |              |              |